# Мерлин (минисериал)
„Мерлин“ е американски телевизионен минисериал от 1998 г., първоначално излъчван от NBC. Сериалът преразказва легендата за крал Артур от гледната точка на магьосника Мерлин.
Сам Нийл играе главната роля в една история, която обхваща не само издигането и падането на Камелот, но и фазата в легендарната история на Великобритания, която го предшества.
Филмът се отклонява от по-традиционните версии на легендата, особено чрез включването на нови герои като кралица Маб и чрез поддържането на Мерлин през цялото царуване на крал Артур над Великобритания (докато в по-старите версии Мерлин е останал по-рано в царуването на царя). Филмът е последван от продължение през 2006 г., „Чиракът на Мерлин“, който е по-свободно свързан с традиционната артурянска легенда.

## Сюжет
Внимание:  Текстът по-долу разкрива сюжета на произведението (или части от него)!
Мерлин, сега като възрастен човек, който разказва историята на живота си, обяснява как Великобритания е изправена пред владетели и нахлуване, които все повече са разрушителни за собствения си народ. Кралица Маб се стреми да възвърне силата си, като привлече хората към „Старите пътища“. За да направи това, тя създава магьосник на име Мерлин, когото възнамерява да защити своя кръстоносен поход. След като майката на Мерлин умира, раждайки го, неговият пазител Амброзия казва на Маб, че е твърде жестока и студена, за да вдигне Мерлин, а Маб се съгласява, че Амброзия ще го изведе, докато не се появят сили на Мерлин, когато Маб ще го изпрати.
Години по-късно тийнейджър Мерлин разказва на Амброзия как е спасил дъщерята на благородника Нимю в горите близо до дома си, като магически отглежда малък клон. Амброзия му разказва за своето минало и той е изпратен в Маб, за да започне обучението си с Фрик, слугата на Маб. обаче, Мерлин има малък интерес да помага на кръстоносния поход на Маб да възстанови старите пътища, разяждайки я. Мерлин открива от Господарката на езерото, че сестра ѝ Маб е оставила майка му да умре и че Амброзия е болна. Маб достига до дома на Амброзия преди Мерлин, но когато Амброзия откаже да убеди Мерлин да се върне в Маб, Mab лъкатушеше да убива смъртоносно Амброзия. Амброзия казва на Мерлин, преди да умре, че трябва да последва сърцето му. Мерлин се опитва да атакува Маб, но не може да я победи; тя отхвърля смъртта на майка си и на Амброзия като „жертви на война“ и обещава, че Мерлин ще ѝ помогне в стремежа ѝ към власт. Мерлин прави кръвна клетва никога да не използва магия.
Минават много години. Мерлин е изправен пред тиранина крал Вортингерн, който има проблеми с изграждането на своя замък, който продължава да се срива. Мерлин нарича царя глупав, за да повярва на това, което му е казал един зъбчар. Мерлин разказва на краля видението си: червеният дракон, представляващ Утър Пендрагон, побеждава белия дракон, който представлява Вортингерн. Маб казва на царя, че може да победи Утър, като пожертва Нимю с надеждата, че Мерлин ще наруши обета си да не използва магия. Мерлин използва магия, за да спаси Нимю от огъня на дракона и Нимю е изпратена на Авалон, за да се възстанови от изгарянията си. Мерлин се моли на Лейди от езерото за помощ и тя му дава магическия меч Екскалибур.
Мерлин предупреждава Утер за намерението на Вортингерн да го нападне под зимата; Утер предупреждава Мерлин и се изправя пред краля на замръзнала река. В последвалата битка, Мерлин се бори с Вортингерн с Екскалибур, използвайки магията на меча, за да отвори леда под краката на Вортингерн, който се втурва в реката и се удави. Мерлин дава Утер Екскалибур.
Утер става обсебен от Игрийн, съпругата на Горлоа, лорд Корнуол. Мерлин измъква Утър от меча и го забива в „Скалата на вековете“, който обещава да го задържи, докато един добър човек не го оттегли. Умът на Утър е измъчван от лудост и похот, а Великобритания се връща в гражданска война. Мерлин сключва сделка с Утър за леглото на Игрейн в замяна на настойничеството на сина, роден от съюза, а за Горлоис и хората му да бъдат пощадени. Мерлин превръща външния вид на Утър в това на Горлой. Утър влиза в замъка и прави секс с Игрийн. Онеделената дъщеря на Игрейн, Морган ле Фей, е единствената, която вижда чрез прикритието на Утър. Утър предава на Мерлин и Корнуъл и хората му са заклани. Докато Игрейн е в труда, по молба на Маб, Фрик убеждава Морган да постави черен камък под чаршафите на бебето в пантите си. Игрейн ражда крал Артър, но за сметка на собствения си живот. Маб след това се изправя срещу Мерлин, провъзгласявайки Артър за проклет, но Мерлин обещава да го вдигне по пътя на доброто и се надява, че Артър ще ѝ помогне да я свали.
Артър, който не знае за наследството си, се обучава от Мерлин. В същото време Утер извърши самоубийство, което оставя царството в размирици над това кой ще бъде новият крал. Мерлин информира Артър за своето право място като единствен син на Утер и истински наследник на трона. Маб се опитва да убие Артър, като разгърне пакет от грифини; Мерлин фолдва нападението, като насочва рояк пчели, за да изгони чудовищата. Когато празникът е празен, благородните в царството се опитват да вземат Екскалибур от Скалата на вековете, но никой не може. Скалата позволява на Артур да извади Екскалибур.
обещава да води Мерлин с лодка до „добър човек“, достоен да бъде настойник на Камелот. Мерлин открива момче, Галахад, край брега на имението на родителите си, Ланселот, опитен ездач и мечонер и Илейн от Астолат, съпругата на Ланселот. Мерлин привежда Ланселот обратно в Камелот, където след това печели турнира. В отсъствието на Артур, Гуинивер и Ланселот започват любовна афера. Маб е убедена, че Илейн може да види предателството си и скоро след това тя е намерена мъртва на брега на Камелот. Мерлин обвинява Ланселот, че я е убил, и той бяга от Камелот в своята вина и срам. Артър и неговите рицари се връщат, търсейки провал.
Мордред прави присъствието си като син на Артур и наследник, който разкрива предателството на Гуинивер към всички. Изключена от Мордред, Артур е принуден да я осъди да бъде изгорен на клада за измяна. В средата на екзекуцията Артур променя мнението си и моли Мерлин да я спаси, така че Мерлин я дъжд, което спестява Гуинивер, достатъчно дълго, за да може Ланселот да се пребори с Камелот и да се оттегли с нея.
Мордред се изправя срещу Артур, който го осъжда и отхвърля. Мордред повдига армия сред онези, недоволни от Артур и Мерлин. Междувременно Фрик и Морган се влюбиха, след като магията на Маб ги прави красиви. Когато Морган отказва да позволи на Mab да използва Mordred за собствените си цели, Маб я убива, гледайки Фрик. Фрик държи умиращия Морган и те се връщат към истинските си грозни форми, но и двамата се наричат красиви, а тя умира в прегръдките му. Когато Фрик обещава да отмъсти на Маб, тя отнема силите си и по-късно се присъединява към армията на Артур.
Маб примамва Нимю в пустиня и отстранява белезите от миналото си нараняване, обяснявайки, че иска да задържи Мерлин от пътя, за да не се намеси в битката, която ще дойде. Искайки да бъде с него, Нимю се съгласява и изпраща за Мерлин. Той идва, но усеща капан, когато осъзнава, че идиличния рай, в който се намират, е създаването на Маб. Но Нимю го убеждава да остане. Междувременно армиите на Мордред и Артур се подготвят за битката при Калан. Много от двете страни са убити, а Артур побеждава Мордред. Мордред обвинява Артур за фатален удар, преди Артур да го убие.
Знаейки, че неговият протежей умира, Мерлин оставя Нимю да отиде в Артур; но веднъж той си тръгва, магията на творението на Маб се затваря зад себе си, разделяйки Мерлин от Нимю. На бойното поле, и Мав, и Мерлин са свидетели на смъртта на техните протеженти. Магията на Маб не е в състояние да спаси Мордред, докато Артур живее достатъчно дълго, за да каже на Мерлин да върне Екскалибур на мястото, където е намерено, така че никой друг да не може да упражнява силата си. Артур умира, когато Мерлин връща меча на Лейди от езерото. Тя бавно умира, когато старите пътища се отхвърлят и забравят. Мерлин я обвинява, че лъже за него за пазителя на „Камелот“, но обяснява, че „това е момчето Галахад“, което е истински настойник и би могло да избегне всичко това, макар че тя уверява Мерлин, че смъртта на Артур не е негова вина. Мерлин среща Фрик сред оцелелите от армията на Артур, който го предупреждава, че въпреки че Маб е силно отслабена, тя все още е опасна.
Мерлин се изправя срещу Маб в Камелот, но магическият дуел, който последва, завършва със застой. Маб укорява, че тя е неуязвима към конвенционалните средства за унищожаване, но Мерлин отговаря, че всеки, който я пренебрегва, ще доведе до поражението ѝ. Маб бавно избледнява в нищо, тъй като Мерлин, Фрик и целият двор на Камелот се обръщат към нея и се отдалечават.
Мерлин отново се показва в „подаръка“, разказвайки историята си. Фрик се появява и казва на Мерлин, че версията на Мерлин не е това, което Фрик си спомня. Мерлин отговаря, че хората ще повярват на неговата версия. След като Мерлин намира своя вечен магически кон, Фрик разкрива, че ще го отведе до Нимю. Когато Мърлин пита как Фрик казва, че известно време след като Маб е изчезнал, магиите, които е хвърлила, са загубили своята ефективност и Нимю е освободен. Мерлин открива Нимю в старата гора на Амброзия. И двамата любовници, вече стари, се превръщат в по-млади дни от последния акт на магията на Мерлин, за да живеят заедно.

## Актьорски състав
| Изпълнител          | Роля                   |
| ------------------- | ---------------------- |
| Сам Нийл            | Мерлин                 |
| Даниъл Брокълбанк   | Мерлин като тийнейджър |
| Изабела Роселини    | Нимю                   |
| Агниеска Козон      | Нимю като тийнейджърка |
| Мартин Шорт         | Фрик                   |
| Пол Куран           | Артур                  |
| Хелена Бонам Картър | Моргана                |
| Алис Хамилтън       | младата Моргана        |
| Рютгер Хауер        | Крал Вортигерн         |
| Джеймс Ърл Джоунс   | Камъкът на годините    |
| Джон Гилгуд         | Крал Констант          |

## Номинации
| Награда                                                         | Категория                                                     | Номиниран(и)                                | Резултат  |
| --------------------------------------------------------------- | ------------------------------------------------------------- | ------------------------------------------- | --------- |
| Праймтайм награди „Еми“ (13 септември 1998 г.)                  | Изключителен минисериал                                       | Изключителен минисериал                     | номинация |
| Праймтайм награди „Еми“ (13 септември 1998 г.)                  | Изключителен актьор в минисериал или филм                     | Сам Нийл                                    | номинация |
| Праймтайм награди „Еми“ (13 септември 1998 г.)                  | Изключителен поддържащ актьор в минисериал или филм           | Мартин Шорт                                 | номинация |
| Праймтайм награди „Еми“ (13 септември 1998 г.)                  | Изключителна поддържаща актриса в минисериал или филм         | Хелена Бонам Картър                         | номинация |
| Праймтайм награди „Еми“ (13 септември 1998 г.)                  | Изключителна режисура на минисериал, филм или специална драма | Стив Барън                                  | номинация |
| Праймтайм награди „Еми“ (13 септември 1998 г.)                  | Изключителен сценарий на минисериал, филм или специална драма | Дейвид Стивънс, Питър Барнс и Едуард Кхмара | номинация |
| Праймтайм награди „Еми“ (13 септември 1998 г.)                  | Златен глобус (24 януари 1999 г.)                             | Най-добър минисериал или телевизионен филм  | номинация |
| Най-добър актьор в минисериал и телевизионен филм               | Златен глобус (24 януари 1999 г.)                             | Сам Нийл                                    | номинация |
| Най-добра актриса в минисериал или телевизионен филм            | Златен глобус (24 януари 1999 г.)                             | Миранда Ричардсън                           | номинация |
| Най-добра поддържаща актриса в минисериал или телевизионен филм | Златен глобус (24 януари 1999 г.)                             | Хелена Бонам Картър                         | номинация |